# 팀 오코너

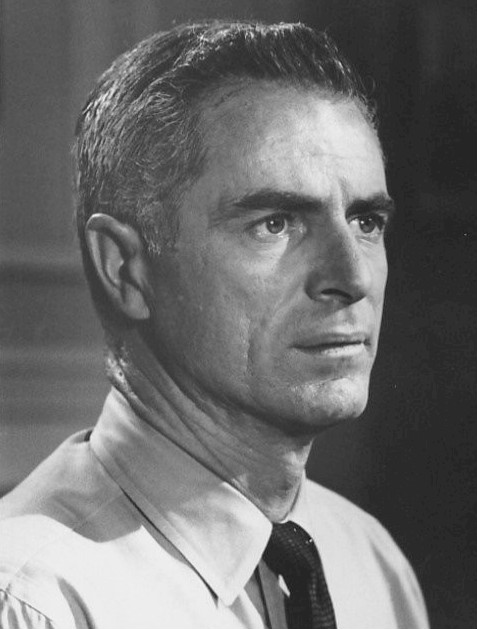

팀 오코너(Tim O'Connor, 1927년 7월 3일 ~ 2018년 4월 5일)는 미국의 배우, 텔레비전 배우, 영화배우이다.
시카고에서 태어났으며 네바다시티에서 사망하였다. 사인은 심부전이다.

## 방송
- 다이너스티

## 영화
- 총알 탄 사나이 2 (1991년)
- 천재 소년 두기 (1989년)
- 다이너스티 (1981년)
- 별들의 전쟁 - 파일롯 (1979년)
- 별들의 전쟁(영어판) (1979년)
- 달리는 욕망 (1978년)
- 테일 거너 조 (1977년)
- 원더 우먼 - TV 시리즈 (1975년)
- 윈터 킬 (1974년)
- 여형사 페페 (1974년)
- 명탐정 바나비 존즈 (1973년)
- 스네이크 (1973년)
- 매쉬 - 시리즈 (1972년)
- 샌프란시스코 수사반 (1972년)
- 비련의 110번가 (1972년)
- 닥터 게논 (1969년)
- 하와이 5-0수사대 (1968년)
- FBI (1965년)
- 페이튼 플레이스 - TV 시리즈 (1964년)
- 제3의 눈 (1963년)
- 도망자 (1963년)
- 딜론 보안관 (1955년)